# Nigramma albicans
Nigramma albicans là một loài bướm đêm trong họ Noctuidae.